# Inno di Gibilterra
Come territorio britannico d'oltremare, l'inno nazionale ufficiale di Gibilterra è  God save the king del Regno Unito.
Nel 1994, attraverso un concorso è stata selezionata una canzone nazionale, che affianca l'inno durante le cerimonie che hanno luogo nel territorio. È stata scritta e composta da Peter Emberley.

## Testo
Gibraltar, Gibraltar,

The Rock on which I stand,

May you be forever free,

Gibraltar, my own land.

Mighty pillar,

Rock of splendour,

Guardian of the sea,

Port of hope in times of need,

Rich in history.

Gibraltar, Gibraltar,

The Rock on which I stand,

May you be forever free,

Gibraltar my own land.

God give grace to this our homeland,

Help us to live as one,

Strong in freedom,

Truth and justice,

Let this be our song.

Gibraltar, Gibraltar,

The Rock on which I stand,

May you be forever free,

Gibraltar! Gibraltar!

My own land!
Gibilterra, Gibilterra,

La roccia su cui io sto,

Che tu possa essere sempre libera,

Gibilterra, la mia terra.

Pilastro possente,

Roccia di splendor,

Guardiana del mare,

Porto di speranze nel momento del bisogno,

Ricca di storia.

Gibilterra, Gibilterra,

La roccia su cui io sto,

Che tu possa essere sempre libera,

Gibilterra, la mia terra.

Dio dà grazia alla nostra patria,

Aiutandoci a vivere come uno,

Forte nella libertà,

Verità e giustizia,

Fa sì che questa sia la nostra canzone.

Gibilterra, Gibilterra,

La roccia su cui io sto,

Che tu possa essere sempre libera,

Gibilterra! Gibilterra!

Gibilterra, la mia terra.